# Mimegralla cinereipennis
Mimegralla cinereipennis är en tvåvingeart som först beskrevs av Jacques-Marie-Frangile Bigot 1886. Mimegralla cinereipennis ingår i släktet Mimegralla och familjen skridflugor.
Artens utbredningsområde är Myanmar. Inga underarter finns listade i Catalogue of Life.